# Inger Axö
Inger Elisabet Axö (* 19. Juni 1939 in Bromma, Stockholm; † 14. August 1986 in Österåker) war eine schwedische Schauspielerin und Sängerin.

## Leben und Karriere
Inger Axö wurde 1953 durch die Astrid-Lindgren-Verfilmung Kalle Blomquist lebt gefährlich, in der sie die Rolle der Eva-Lotta übernommen hatte, einem breiten Publikum bekannt. Bereits im Jahr darauf trat sie auch als Sängerin in Erscheinung und brachte eine Single mit dem Titel Den Lille Skomakaren heraus, auf deren Cover sie als Inger „Eva-Lotta“ Axö bezeichnet wurde. In dem Film Die Neue trug sie das Lied Grattis Boogie vor. 1958 veröffentlichte Axö eine EP, die u. a. eine Cover-Version des berühmten Cole-Porter-Songs You’re the Top enthielt. 1962 folgte die Single Scoubidou.
Mit ihrer Zwillingsschwester Yvonne, die ebenfalls als Schauspielerin tätig war, trat Inger Axö in insgesamt drei Filmen auf. Mitte der 1960er Jahre zog sich Axö aus der Öffentlichkeit zurück.

## Filmographie
- 1953: Åsa-Nisse på semester
- 1953: Kalle Blomquist lebt gefährlich (Mästerdetektiven och Rasmus)
- 1955: Die Neue (Flickan i regnet)
- 1955: Blockerat spår
- 1956: Swing it, fröken
- 1960: Åsa-Nisse som polis
- 1965: Salta gubbar och sextanter (Filmtitel ab 1966: hej du glada sommar!!!)